# 拉斐特号护卫舰
拉法葉號是法国海军的一艘多用途隐身巡防艦，以18世纪的将军命名，也是拉法葉級巡防艦的首艦。

## 文化
007电影《黄金眼》中，邦德登上该舰参观新式的“欧洲虎隐身武装直升机”。